# Кадельчук, Иван Капитонович
Иван Капитонович Кадельчук (укр. Іван Капітонович Кадельчук; 26 июля 1923, Ходурки, Волынская губерния — 6 декабря 1993) — председатель колхоза «Новая жизнь» Городокского района Львовская область. Герой Социалистического Труда (1966).

## Биография
Участвовал в Великой Отечественной войне. Член КПСС. С 1953 года — председатель колхоза имени Калинина Комарницкого района Дрогобычской области в селе Березец, председатель колхоза «Новая жизнь» (с 1967 года — имени 50-летия Октябрьской Революции) Городокского района в селе Березец.
Вывел колхоз в число передовых сельскохозяйственных предприятий Львовской области. Указом Президиума Верховного Совета СССР от 22 марта 1966 года «за достигнутые успехи в развитии животноводства, увеличении производства и заготовок мяса, молока, яиц, шерсти и другой продукции» удостоен звания Героя Социалистического Труда с вручением ордена Ленина и золотой медали «Серп и Молот».
Избирался делегатом XXIII съезда КПСС, депутатом Львовского областного Совета народных депутатов 11 — 12 созывов (1967—1971).

## Награды
- Герой Социалистического Труда;
- Два ордена Ленина (26.02.1958; 22.3.1966);
- Орден Отечественной войны II степени (11.03.1985);
- Два ордена Трудового Красного Знамени (08.04.1971, 06.09.1973);
- Медали, в том числе:
  - Медаль «Партизану Отечественной войны» (28.12.1943);
  - Золотая медаль ВДНХ СССР.